# Lucio Norberto Mansilla
Lucio Norberto Mansilla (Buenos Aires, Virreinato del Río de la Plata, 4 de marzo de 1792 - Buenos Aires, Argentina, 10 de abril de 1871) fue un militar, agrimensor y político argentino destacado en la guerra de la Independencia, la guerra del Brasil y, especialmente, en la Guerra del Paraná.

## Sus inicios
Fueron sus padres Andrés Ximénez de Mansilla, bautizado en la parroquia de Santa Cruz de Cádiz, España, el 23 de julio de 1737 - Libro de bautismos N.º 48, folio 43 - quien fuera uno de los más aguerridos defensores de la ciudad de Buenos Aires en la primera invasión inglesa en 1806 y muerto trágicamente en 1807 durante la segunda invasión inglesa, y Eduarda Bravo de Oliva, nacida en Buenos Aires y fallecida en la misma ciudad el 30 de enero de 1806.
Lucio Norberto Mansilla comenzó su carrera militar prestando servicio durante las Invasiones Inglesas de 1806 bajo las órdenes de Santiago de Liniers en las jornadas del 10, 11 y 12 de agosto, en el Tercio de Gallegos. En octubre del mismo año, participó en la misión de aprehender al virrey Rafael de Sobremonte, bajo las órdenes del teniente coronel Prudencio Murguiondo. Al año siguiente, en las invasiones de 1807, participó en el combate de los corrales de Miserere el 2 de junio de ese año y posteriormente en las acciones del 5 y 6 de julio.
En 1809, fue nombrado agrimensor patentado, por el virrey Liniers, previo examen ante peritos. El mismo año con su título de agrimensor, se presentó al Cabildo y obtuvo el permiso para abrir y regentear una Escuela rudimentaria de matemáticas. El 29 de marzo de ese mismo año había contraído matrimonio en primeras nupcias con Polonia Durante Olivares, con quien tuvo tres hijos: Juan (nacido a finales de 1809), Mauricia (en 1810) y Josefa (en 1815).
Al producirse la Revolución de Mayo de 1810 se sumó a la misma, al respecto dice en sus Memorias: 

"…al grito de LIBERTAD, ceñí la espada, abandonando el halagüeño porvenir, y la posición social obtenida, y me puse al servicio de mi patria."

En 1812, ya con el grado de teniente, bajo las órdenes del general José Gervasio Artigas  hizo la campaña contra las fuerzas portuguesas que habían invadido ese territorio. Posteriormente pasó bajo el mando de José Rondeau en el sitio y posterior liberación de la ciudad fortificada de Montevideo, capital de la Banda Oriental, la cual se encontraba en poder de los realistas.
En 1813, pasó a las órdenes del coronel Domingo French, hizo la campaña para atacar la fortaleza denominada "El Quilombo" situada a orillas del río Yaguarón (actualmente en la frontera con el Brasil). En el asalto, llevado a cabo el 12 de mayo de dicho combate, fue herido gravemente por una bala de fusil que le atravesó el cuerpo. Por su valor fue recomendado por el gobierno y dada a conocer públicamente la distinción, en el periódico La Gaceta del 5 de junio de 1813. Una vez repuesto de sus heridas, volvió al ejército sitiador y sirvió en él hasta la capitulación de los realistas, ocurrida el 23 de julio de 1814. Por sus acciones durante el sitio fue reconocido por el gobierno con un escudo de plata y la condición de "Benemérito a la Patria en grado heroico".

## El Ejército de los Andes

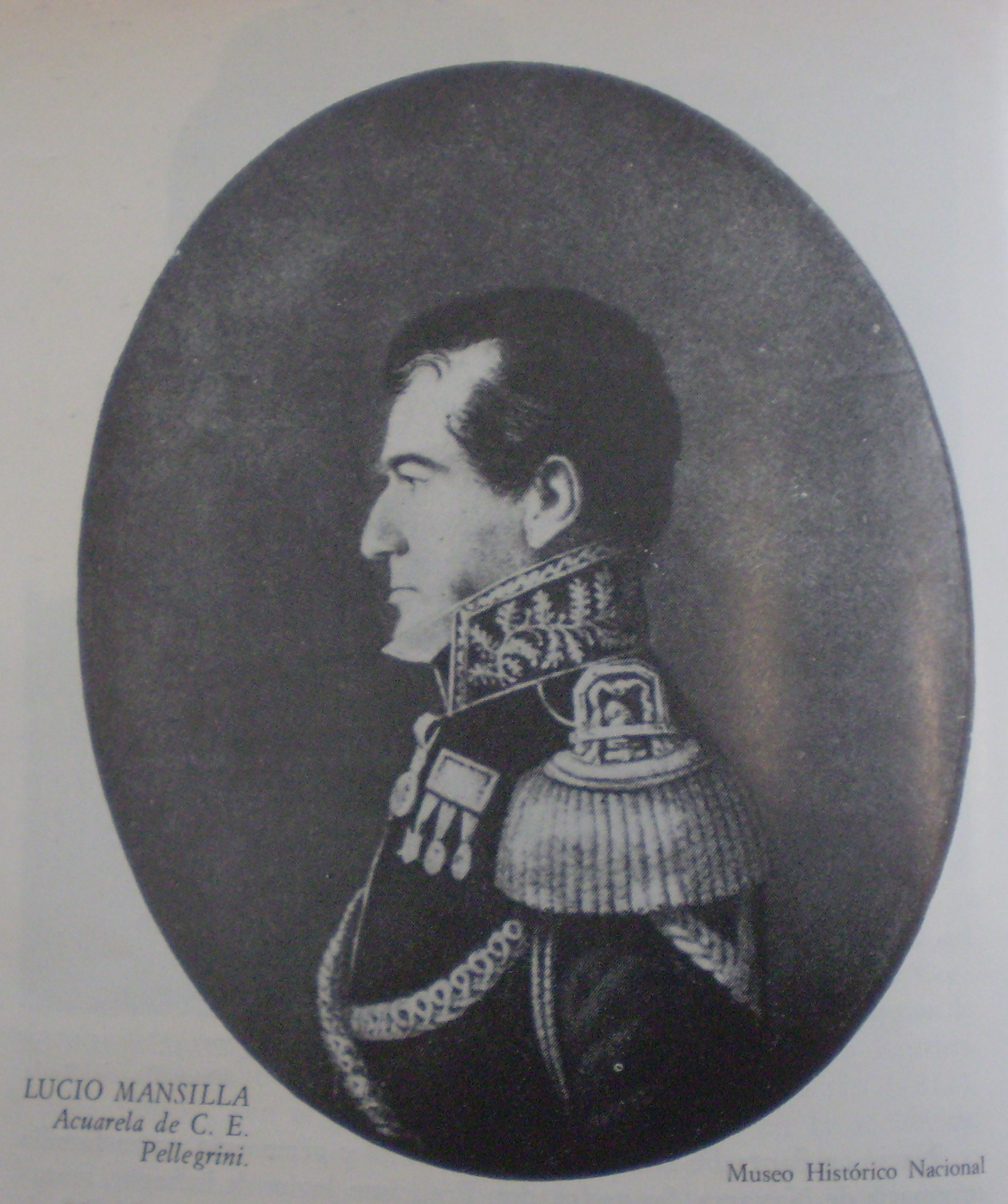
L.N. Mansilla, Acuarela de C.E. Pellegrini

En las batallas de la Independencia, participó en la organización del Ejército de los Andes, a las órdenes del general José de San Martín. Mansilla, nombrado mayor de Plaza en San Juan, instruyó 600 reclutas, para el futuro ejército y que pasaron a formar parte de los célebres regimientos 7 y 11. Inmediatamente fue designado comandante político y militar del pueblo de San José de Jáchal. En dicha localidad, logró reclutar 400 voluntarios y fue nombrado por el General San Martín como "Comandante General de las Cordilleras del Sud de los Andes".
Debido a su óptima respuesta a las labores encargadas, el general San Martín lo designó 2.º jefe de la 1.ª división de Vanguardia, a pesar no de ser sino graduado de mayor. Como 2.º jefe de la mentada división, participó en la célebre batalla de Chacabuco y en el sitio de Talcahuano, a las órdenes del libertador José de San Martín. En reconocimiento a sus acciones, el Gobierno de las Provincias Unidas del Río de la Plata le acordó el uso de una medalla de oro y el Gobierno de Chile lo nombró oficial de la Legión de Mérito y le acordó además, otra medalla y cordones. Al año siguiente participó en la batalla de Maipú a las órdenes del, entonces coronel, Juan Gregorio de Las Heras.
Regresó a Buenos Aires, con sus obtenidos méritos pero se encontró en medio de la crisis del año 1820. Tuvo algunas actuaciones de mediación ante los caudillos federales, y se mantuvo leal al gobierno del cabildo de la capital, en las conversaciones que llevarían a la firma del Tratado del Pilar. Apoyó la idea de un Congreso Federativo Argentino y se opuso a la política del general Soler.

## Gobernador de Entre Ríos
El general Francisco Ramírez, mal avenido con la supremacía de José Gervasio Artigas, invitó a Mansilla a que fuese a trabajar para que el patriota oriental aceptara su tratado. Previa licencia del gobernador Manuel de Sarratea, aceptó la misión. Se incorporó al ejército del caudillo entrerriano Francisco Ramírez, en la lucha contra Artigas, que había ocupado Entre Ríos. Tuvo un papel importante en la victoria de Las Tunas sobre las fuerzas de este, como comandante de su infantería. Acompañó a Ramírez en su avance hasta el campamento del caudillo oriental en Ábalos, cerca de Curuzú Cuatiá, y la victoria ocurrida allí obligaría más tarde a Artigas a exiliarse en Paraguay. Volvió a Paraná, donde fue puesto al mando del ejército de reserva en esa ciudad mientras Ramírez organizaba la “República de Entre Ríos”, anexando la provincia de Corrientes y las Misiones, declarándolas departamentos de Entre Ríos, y obteniendo la hegemonía en la Mesopotamia Argentina. Estas acciones fueron reprobadas por Mansilla, quien rehusó participar en las acciones que Ramírez emprendió en 1821 al invadir Santa Fe. Muerto Ramírez y encontrándose Mansilla al mando de la única fuerza regular, el pueblo de Paraná y los demás departamentos lo nombró gobernador y capitán general.
Como Gobernador de la provincia de Entre Ríos, lo primero que hizo fue buscar la paz con la provincia de Santa Fe, para lo cual se presentó una noche en persona, solo y desarmado al campamento del general Estanislao López y le declaró que no regresaría a Entre Ríos sin haberla conseguido. Ante esta insistencia, finalmente López accedió y la paz se concretó.
Posteriormente, erigió nuevamente las provincias de Corrientes y Misiones en soberanas y ordenó a sus comandantes militares Evaristo Carriego y Félix Aguirre, que convocasen a los vecindarios para que éstos eligieran un gobierno popular.
Con respecto a su política interna para con la provincia, trabajó intensamente con Pedro José Agrelo y Domingo de Oro, culminando con la sanción de la segunda constitución provincial de la República Argentina en 1821.
Firmó con Buenos Aires, Corrientes y Santa Fe el Tratado del Cuadrilátero en la ciudad de Santa Fe. Este afirmaba la paz entre estas provincias, pero también condenaba a muerte el congreso federal de Córdoba, en beneficio de Buenos Aires, que organizaría otro en 1824.
Llegado al fin de su mandato, fijado por ley a los gobernadores, fue reelegido en tres ocasiones. Sin embargo, agradeció la voluntad popular pero rehusó continuar en el cargo. Estimaba que las reelecciones eran incompatibles con la condición que un gobierno democrático debe exigir a sus gobernantes. El cuerpo legislativo de la misma le acordó el uso de una medalla de oro por su actuación.
En cambio, sí aceptó el honor de ser convencional constituyente por la provincia de Entre Ríos, en la Convención Constituyente, cargo en el que permaneció durante un año. Su desempeño en la Convención hace inferir que compartía en cierto grado los ideales de los llamados "unitarios" de aquel entonces.

## La Guerra del Brasil
Fue ascendido al grado de general del Ejército Argentino y en 1826 fue designado "Comandante General de la Costa", cargo en el cual organizó varios cuerpos para el ejército, remitiendo al cuartel general todo el parque, armamento, vestido y caballadas. Finalmente fue él mismo al frente de una división y se incorporó al "Estado Mayor" del Ejército Argentino a las órdenes de Carlos María de Alvear el "Río Grande do Sul" en la Guerra del Brasil. Con posterioridad se desempeñó como jefe del asedio a la ciudad fortificada de Montevideo que se encontraba ocupada por los brasileños.
Como General de División, tomó parte principal en la batalla de Camacuá, acción por la cual mereció la recomendación del gobierno argentino. Posteriormente, el General Alvear lo destacó al frente de la división fuerte del ejército, que contaba con unos 1800 hombres. Con esta división se batió en la batalla de Ombú contra la mejor caballería del Imperio del Brasil (compuesta por muchos nobles del "Río Grande do Sul") al mando del famoso general brasileño Bento Manuel Ribeiro, derrotándolo. Participó en la batalla de Ituzaingó donde se desempeñó en forma tan satisfactoria que fue distinguido con el uso de un escudo y cordones de oro, siendo después nombrado "Jefe de Estado Mayor" hasta la retirada del ejército a cuarteles de invierno en 1827.
Más tarde ese mismo año, previa consulta al gobierno, renunció a su puesto en el ejército al ser nombrado diputado por la provincia de La Rioja a la Convención Constituyente de Santa Fe.

## Al servicio de Rosas
Regresado a Buenos Aires, luego de enviudar de su primer matrimonio con Polonia Durante, se casó con Agustina Ortiz de Rozas, hermana menor de Juan Manuel de Rosas, con quien tuvo seis hijos: Lucio Victorio (23 de diciembre de 1831), Eduarda Damasia (11 de diciembre de 1834), Agustina Martina (3 de agosto de 1836), Lucio Norberto (11 de abril de 1838), Agustina (15 de mayo de 1840) y Carlos Alberto (15 de diciembre de 1841). Si bien no apoyó la revolución de diciembre de 1828, dirigida por Juan Lavalle, evitó involucrarse en la guerra civil.
En 1834, el general Juan José Viamonte lo nombró jefe de la policía de la ciudad. Se destacó por la organización que le dio a la fuerza, dotando a dicha repartición de los medios necesarios para desempeñar sus funciones y fundando la institución de serenos y redactando los reglamentos generales de funcionamiento. Más tarde, esas normas fueron requeridas por los gobiernos de Brasil y Uruguay para ser adoptados como modelos. También emprendió varias obras públicas como el camino al Riachuelo de La Boca y el muelle de margen.
Iniciada la Guerra entre la Confederación Argentina y la Confederación Perú-Boliviana en 1837, Mansilla deja su cargo al frente de la policía de la ciudad para ocupar el de Jefe del ejército de reserva en la provincia de Tucumán y organizarlo en consecuencia.
Ante la invasión del general Juan Galo de Lavalle en 1840, Mansilla no quiso tomar parte en la lucha entre su cuñado y su antiguo compañero de armas, por lo que se limitó a acompañar al comisionado del gobierno francés -Mr. Halley- para ofrecerle las seguridades y garantías que pudiese para concluir la paz luego de sus derrotas en Santa Fe y Quebracho Herrado proponiéndole (amén de la amnistía) un puesto diplomático en el exterior; pero Lavalle le prohibió la entrada en su campamento.
Entre 1840 y 1844 se desempeñó como legislador provincial. A su vez, desde 1839 en adelante fue jefe del ejército de reserva de la ciudad, cargo que ocupó por varios períodos, alternando con la comandancia de la costa del río Paraná hasta el final del gobierno de Rosas.

## La Vuelta de Obligado
El hecho más destacado que le cupo protagonizar a Lucio Norberto Mansilla fue conducir como Jefe del Departamento del Norte a las tropas argentinas que enfrentaron a la flota anglo-francesa, en la batalla de la Vuelta de Obligado, llamada hoy la Batalla de la Soberanía, acontecida el 20 de noviembre de 1845.
Ante la inminencia del avance de la flota invasora, Mansilla decide fortificar un recodo del río Paraná de 700 metros llamado la "Vuelta de Obligado", contando para ello con tan solo 21 viejos cañones de bronce y unos 2.000 hombres. También ordenó cruzar el río con tres gruesas cadenas de costa a costa, para lo cual un italiano de apellido Alberti, amigo de Mansilla, proporcionó gran parte de los pontones y "barquichuelos" empleados al efecto.
Lamentablemente las municiones eran escasas, ya que unos días antes de la batalla la flota bloqueadora había apresado una embarcación que contenía el preciado cargamento destinado a los defensores.
Finalmente, aquel 20 de noviembre de 1845 (día completamente soleado) se deja ver la flota anglofrancesa avanzando en dos divisiones al mando de los comandantes Tréhouart y Sullivan.
Las tropas defensoras los reciben con un "¡Viva la Patria!" y los sones del himno nacional. Al encontrarse la nave capitana francesa de frente a las baterías defensoras, éstas abren fuego matando en el acto a 28 hombres de dicho buque y dañando seriamente su arboladura (contabilizando 11 disparos sólo en el palo mayor).
Acto seguido los invasores intentan aproximarse a las cadenas para cortarlas, pero son repelidos por el intenso fuego de los defensores. A tan sólo media hora de iniciadas las hostilidades, el combate se extiende a toda la línea e involucra todas las naves de los participantes. En esta primera etapa, el "momentum" favorecía a los patriotas, quienes logran dejar fuera de combate a los bergantines Dolphin y Pandour, obligando a retroceder al Comus, silenciando el poderoso cañón "de a 80" del Fulton y cortando el ancla de la nave capitana (la cual deriva aguas abajo).
Era tal el escarnio con que ambas fuerzas se batían, que en un momento dado Mansilla (sin perder su acostumbrado serenidad) le pregunta a su amigo italiano: "Che Alberti, ¿qué es eso que echan al agua de aquel barco?" a lo cual el italiano (luego de tomar su catalejo) contesta: "¡Son corpos, usía!".
Al promediar las 2 horas de combate, la escasez de municiones de que adolecían los defensores se hace notar y el bergantín Republicano, que sostenía las cadenas en la margen opuesta, se queda sin ningún tiro por lo que su comandante lo hace volar y pasa a tierra a reforzar una de las baterías terrestres que había sufrido muchas bajas.
Con la considerable disminución en los disparos de la escuadra defensora, los atacantes vuelven sobre las cadenas encabezados por el buque Firebrand y, a martillazos sobre un yunque, logran cortarlas.
Para este momento casi todos los cañones de la costa estaban destruidos y sus artilleros muertos, por lo que la flota anglofrancesa procede con el desembarco de tropas. Dos batallones avanzan al mando del comandante Sullivan contra la batería del sur, donde son cargados a bayoneta por un grupo de soldados encabezado por Mansilla -quien es derribado por una salva de metralla que lo hiere de gravedad en el pecho- dejando el mando al artillero capitán Juan Bautista Thorne. Por su parte, el coronel Ramón Rodríguez carga a su vez a los invasores deteniéndolos momentáneamente pero cediendo luego ante la contracarga de 500 soldados al mando del comandante Tréhouart.
Posteriormente interviene la caballería argentina que logra equiparar un poco la situación, pero no puede evitar la derrota ante semejante disparidad de fuerzas.
Si bien la flota invasora logró abrirse paso y continuar su camino hacia Corrientes, el enfrentamiento implicó para los vencedores un saldo pírrico. Dijo el almirante Samuel Inglefield:

"Siento vivamente que este bizarro hecho de armas se haya logrado a costa de tal pérdida de vidas, pero considerada la fuerte oposición del enemigo y la obstinación con que fue defendida, debemos agradecer a la Divina Providencia que aquella no haya sido mayor"

De regreso se esa expedición, el 4 de junio de 1846, la flota anglo-francesa fue nuevamente atacada por Mansilla en las localidades de Acevedo, San Lorenzo y Quebracho. En Quebracho ocurrió el enfrentamiento más importante; esta vez el terreno le permitió a Mansilla colocar sus baterías en una posición más alta, por lo que las fuerzas argentinas no sufrieron los daños que habían soportado en la Vuelta de Obligado. Después de un cruce de fuego de artillería de más de tres horas, la flota enemiga siguió su camino con varias bajas y muchos destrozos materiales.
No empuñó más las armas hasta el año 1852, cuando el gobernador de la provincia de Buenos Aires, su cuñado Rosas, lo nombró Comandante de las fuerzas de la ciudad de Buenos Aires — la reserva del ejército, es decir, los inválidos y los extranjeros que prestaban servicios en las milicias urbanas — mientras enfrentaba a Justo José de Urquiza y sus aliados unitarios, "colorados" y brasileños.

## Los últimos años
Caído el gobierno de Rosas, luego de la batalla de Caseros, contuvo a los fugitivos que volvían enardecidos del campo de batalla y pretendían saquear la ciudad; licenció a sus tropas, entregó el fuerte al enviado de Urquiza y se embarcó en el mismo barco inglés que Rosas. A diferencia de este, se estableció en Francia, donde residió muchos años. Napoleón III y su corte imperial, lo recibieron con honores y le concedieron un trato preferencial, pese a haber sido su enemigo, por considerar que había defendido a su patria de la invasión extranjera. Incluso medió en el casamiento de Napoleón III y su esposa española, María Eugenia de Montijo. Fue tal la impresión que dejó este viejo General argentino en la corte Imperial, que en 1868 Napoleón III renombró una calle de París como Rue d' Obligado (Rue d' Argentine a partir de 1948), en reconocimiento a la heroica defensa de la soberanía Argentina realizada por Mansilla y sus hombres en la Batalla de la Vuelta de Obligado.
Pasadas las pasiones que generaron la caída del gobierno rosista, años después retornó a su país de nacimiento, donde residió hasta el día de su muerte, ocurrida el 10 de abril de 1871. Si bien falleció durante la epidemia de fiebre amarilla, no se había contagiado de esa enfermedad.
Sus restos descansan en el mausoleo familiar en el Cementerio de la Recoleta junto a su esposa Agustina y su hijo Lucio Victorio Mansilla.
De su matrimonio con Agustina Ortiz de Rozas nacieron cinco hijos, dos de cuales se destacaron en la historia de la Literatura Argentina. Su hijo mayor fue Lucio V. Mansilla, militar y literato. Su hija Eduarda Mansilla, por su talento literario y musical, es considerada en forma unánime una de las principales escritoras argentinas del siglo XIX.
Adolfo Saldías, al escribir sobre la personalidad del «Héroe de la Vuelta de Obligado», dijo:

"El General Don Lucio Norberto Mansilla es una de las figuras más culminantes del antiguo ejército argentino. Como general táctico, como ciudadano y como hombre público tomó parte distinguida en los principales acontecimientos que se sucedieron durante los primeros cincuenta años de vida independiente de su país; y su nombre, vinculado a las glorias argentinas, fue recomendado a la gratitud pública por el Libertador Don José de San Martín, y por Rivadavia que fue su amigo."

En 1989, se formó una Comisión Permanente de Homenaje al general Lucio Norberto Mansilla para honrar su memoria.